# Luis Gimeno
Luis Gimeno Teixidó (Montevideo, 15 de febrero de 1927-Ciudad de México, 24 de julio de 2017)fue un primer actor mexicano. 

## Biografía
Su padre fue el bajo Luis Gimeno Velasco, director de compañías de zarzuela y maestro de canto y su madre, Dolores Teixidó. Su hermano fue el director sinfónico Enrique Gimeno. En el cambio de décadas de los años 40 a los 50, se radicó en México, donde estudió teatro en la Academia de Bellas Artes. Se inició como actor en la década de los 60, trabajando en el teatro, el cine y la televisión. Fue profesor de música escolar y también director escénico y de espectáculos musicales. Fue invitado por su hermano, Enrique Gimeno –director musical y productor, que trajo el proyecto a México–, a dirigir la escena del musical The Sound of Music, La novicia rebelde, de Oscar Hammerstein II y Richard Rodgers. También a narrar la obra de Serguéi Prokófiev Pedro y el lobo.
Junto al actor español Augusto Benedico, Gimeno grabó para la radio El ingenioso hidalgo Don Quijote de La Mancha, como Sancho Panza. 
Se casó con la actriz Virginia Gutiérrez, con quien llevaba 64 años de relación, en la que tuvieron cinco hijos, que les dieron doce nietos y dos bisnietas. En el año 2011, decidió retirarse de los escenarios debido a ciertos problemas en la columna vertebral que le impedían caminar. Murió el 24 de julio de 2017 víctima de un paro cardiorrespiratorio, a sus 90 años.

## Filmografía como actor
- Como dice el dicho (2011) ... Don Joaquín
- Locas de amor (2010) ... Ingeniero Cervantes
- Hasta que el dinero nos separe (2009-2010) ... Lic. Fernando Bernal
- Mañana es para siempre (2008-2009) ... Padre Bosco San Román
- Barrera de amor (2005-2006) .... Josefo Maldonado
- Pablo y Andrea (2005) .... Don Cipriano Saavedra[2]
- Bajo el mismo techo (2005) Serie TV
- Amarte es mi pecado (2004) .... Clemente Sandoval
- El juego de la vida (2001-2002) .... Nicolás Domínguez
- El precio de tu amor (2000-2001) .... Padre Chucho
- DKDA (1999-2000) .... Jorge Rey
- Cuento de Navidad (1999-2000) .... Dr. Ricardo García de Castro
- Nunca te olvidaré (1999) .... Dr. Alberto Rivero
- Rencor apasionado (1998) .... Germán Reyes
- Pueblo chico, infierno grande (1997) .... Padre Arceo
- Confidente de secundaria (1996) .... Ulises
- La antorcha encendida (1996) .... Guillermo Aguirre y Viana
- Alondra (1995)
- Agujetas de color de rosa (1994-1995) Telenovela .... Lucio
- El vuelo del águila (1994) .... Napoleón III
- Los parientes pobres (1993) Telenovela .... Marlon
- María Mercedes (1992) .... Arq. Sebastián Ordóñez
- Papá soltero (1991) serie .... Don Julián
- Alcanzar una estrella II (1991) Telenovela .... Don Odiseo Conti
- Los amantes fríos (1978) .... Cura (segmento "Los amantes fríos")
- El carruaje (1972) .... José María Lacunza
- Historia de un amor (1971)
- El amor y esas cosas (1969) .... (segmento "Un adulterio formal")
- Del altar a la tumba (1969)
- De la Tierra a la Luna (1969)
- Cárcel de mujeres (1968)
- Duelo de pasiones (1968)
- Leyendas de México (1968)
- La tormenta (1967) .... Frédéric Forey
- Rocambole (1967)
- La Dueña (1966)
- La madrastra (1962)
- Don Bosco
- Una canción para recordar (1960)
- Ha llegado un extraño (1959)

### Teatro
- Visitando al Sr. Green (2006), de Jeff Baron.[3]
- Los árboles mueren de pie (2000), de Alejandro Casona.
- Las muchachas del club (1999), de Iván Menchell.
- La jaula de las locas (1993), de Harvey Fierstein.[4]
- Los enemigos, (1989) de Sergio Magaña.[5]
- La conspiración de la Cucaña, (1989) de Alfonso de María y Campos.[6]
- La Malquerida, (1988) de Jacinto Benavente.[7]
- El candidato de Dios, (1986) de Luis Basurto.[8]
- Hoy invita la Güera, (1985) de Federico S. Inclán.[9]
- Hotel Paradiso, (1984) de Georges Feydeau.[10]
- Los buenos manejos, (1983) de Jorge Ibargüengoitia.[11]
- Pudo haber sucedido en Verona, (1982) de Rafael Solana.[12][13]
- Crimen y castigo, (1982) de Fiódor Dostoyevski.[14]
- Las alas sin sombra, (1981) de Héctor Azar.[15][16]
- El alcalde de Zalamea, (1981) de Pedro Calderón de la Barca.[17]
- ¡Ah, soledad!, (1980) de Eugene O’Neill.[18]
- Los buenos manejos, (1980) de Jorge Ibargüengoitia.[19]
- Volpone, (1979) de Ben Johnson.[20]
- Las mujeres sabias, (1979) de Moliere.[21]
- Heredarás el viento, (1978/79) de Jerome Lawrence y Robert Edwin Lee.[22]
- La resistible ascensión de Arturo Ui, (1978) de Bertolt Brecht.[23]
- Las tres hermanas, (1977) de Anton Chéjov.[24]
- La casa de los corazones rotos, (1977) de Georges Bernard Shaw.[25]
- Volpone, (1977) de Ben Johnson.[26]
- ¡Contigo...si!, (1975) de Joyce Rayburn.[27]
- Un sombrero lleno de lluvia, (1970) de Michael V. Gazzo.[28]
- Medusa, (1968) de Emilio Carballido.[29]
- Sabes que no te puedo escuchar bien..., (1968) de Robert Anderson.[30]
- Macbeth, (1967) de William Shakespeare.[31]
- El barbero de Sevilla, (1966) de Pierre-Agustin Caron de Beaumarchais.[32]
- Rómulo Magno, (1965) de Friedrich Dürrenmatt.[33]
- El burgués gentilhombre, (1965) de Moliere.[34]
- El inspector, (1965) de Nikolái Gógol.[35]
- Los hombres del cielo, (1965) de Ignacio Retes.[36]
- Columna social, (1964) de Celestino Gorostiza.[37]
- El rey Lear, (1964) de William Shakespeare.[38]
- La mandrágora, (1964) de Nicolás Maquiavelo.[39]
- Al baño... Maria, (1964) de Charles-Maurice Hennequin y Paul Bihaud.[40]
- Locura de humor, (1963) de Antonio de Lara (Tono).[41]
- No me manden flores, (1963) de Norman Barasch y Carrol Moore.[42]
- Mi mujer es un gran hombre, (1963) de Luis Verneuil y Jacques Berr.[43]
- Las alas del pez, (1960) de Fernando Sánchez Mayans.[44]
- La ratonera, (1960) de Agatha Christie.[45]
- La dama boba, (1960) de Félix Lope de Vega y Carpio.[46]
- Recámara en condominio, (1959) de Rafael C. Bertrand.[47]
- Iglú, (1959) de Mark Reed.[48]
- Separada de mi marido (1957) de Luis Fernández de Sevilla y Luis Tejedor.[49]
- Ring...Ring... llama el amor (1957) de Betty Comden y Adolph Green.[50]
- El amor tiene su aquel (1956) de Carlos Llopis.[51]
- Mi amigo el asaltante (1956) de André Haguet.[52]
- Casandra (1953) de María Luisa Algarra.[53]
- Las alegres comadres de Windsor de William Shakespeare.

## Premios y nominaciones

### Premios TVyNovelas
| Año  | Categoría          | Telenovela             | Resultado |
| ---- | ------------------ | ---------------------- | --------- |
| 2010 | Mejor primer actor | Mañana es para siempre | Ganador   |

### Premios Calendario de Oro 2007
| Categoría         | Persona     | Resultado |
| ----------------- | ----------- | --------- |
| Estrella de Siglo | Luis Gimeno | Ganador   |